# Statsrådsberedningen

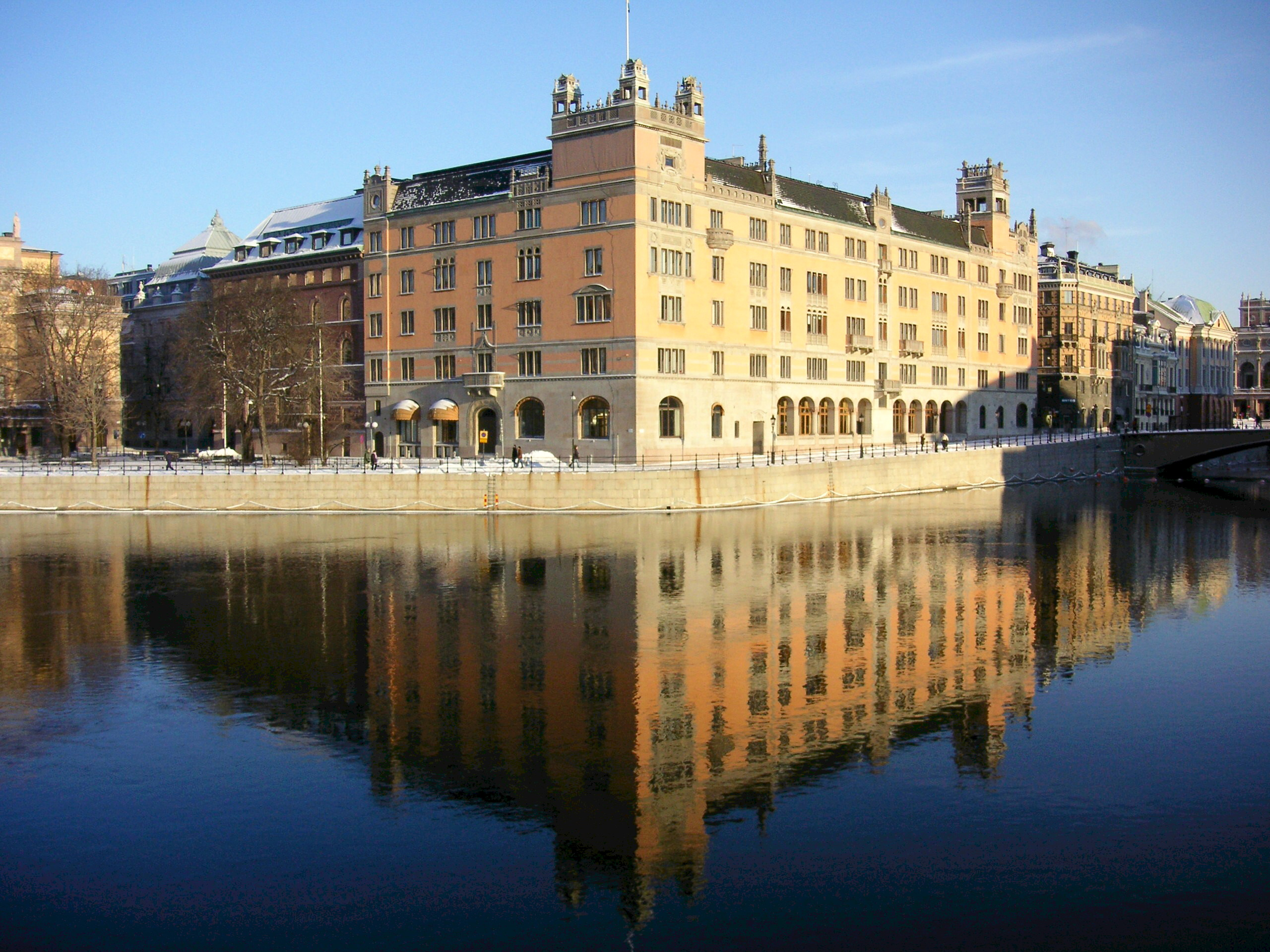
Rosenbad vy från Vasabron, 2006.

Statsrådsberedningen (SB) är en del av Regeringskansliet och inkluderar statsministerns kansli, samordningskansliet, kansliet för krishantering, granskningskansliet, förvaltningschefens kansli, rättschefens kansli, kansliet för samordning av EU-frågor och Regeringskansliets internrevision. Statsrådsberedningen leder och samordnar arbetet i Regeringskansliet. 
Chef för Statsrådsberedningen är statsministern. Statsrådsberedningens lokaler är belägna i kvarter Rosenbad. 
Kansliet för samordning av EU-frågor lyder under statsministern och är en sakenhet liknande dem som ingår i de övriga departementen.
Vid statsministerns kansli och samordningskansliet är tjänstemännen politiskt anställda medan de vid övriga kanslier är opolitiskt anställda.
Statsrådsberedningens statssekreterare var 2006–2014 ordförande i Gruppen för strategisk samordning, en grupp statssekreterare med ansvar att förbereda regeringsbeslut beträffande krishantering. Hösten 2014 flyttades ansvaret, samt Kansliet för krishantering, från Statsrådsberedningen till Justitiedepartementet under inrikesministern.

## Begreppen Statsrådsberedning och Allmän beredning - tidigare betydelse
Under 1809 års regeringsform stod begreppet Allmän beredning för det möte som var ministärens gemensamma förberedelse inför en konselj, där de formella besluten registerarades och formellt undertecknades av kungen (eller i kungens frånvaro av kronprins- eller prinsregent). Både allmän beredning och konselj i dess tidigare betydelser ersattes med regeringssammanträde i och med att 1974 års regeringsform trädde i kraft.
Samtidigt användes begreppet statsrådsberedning för ett mindre sammanträde, för frågor av något mindre vikt och räckvidd. Vid en sådan statsrådsberedning föredrogs ärendet för en departementschef och, vanligen, två konsultativa statsråd. Genom att minst ett av dessa närvarande konsultativa statsråd vid en sådan statsrådsberedning hade juridisk eller förvaltningsmässig expertis uppnåddes en viss kvalitetssäkring. Det andra konsultativa statsrådet var i många fall statsministern. Ärendet föredrogs av den tjänsteman inom departementet som ansvarat för handläggningen, eller av särskilda sakkunniga.

## Statsråd i statsrådsberedningen

### Statsministern
Se Sveriges statsminister

### Övriga statsråd i Statsrådsberedningen
| Namn | Namn                | Ämbetsperiod                      | Politisk tillhörighet | Titel                                                             |
| ---- | ------------------- | --------------------------------- | --------------------- | ----------------------------------------------------------------- |
|      | Olof Palme          | 19 november 1963–25 november 1965 | (S)                   | konsultativt statsråd (samordningsminister)                       |
|      | Sven-Eric Nilsson   | 29 april 1964–1 juli 1973         | (S)                   | konsultativt statsråd (jurist konsult)                            |
|      | Lennart Geijer      | 9 december 1966–14 oktober 1969   | (S)                   | konsultativt statsråd (jurist konsult)                            |
|      | Carl Lidbom         | 14 oktober 1969–1 november 1975   | (S)                   | konsultativt statsråd (jurist konsult)                            |
|      | Thage G. Peterson   | 1 november 1975–8 oktober 1976    | (S)                   | samordningsminister                                               |
|      | Carl Tham           | 18 oktober 1978–12 oktober 1979   | (FP)                  | samordnings- och energiminister                                   |
|      | Ingvar Carlsson     | 8 oktober 1982–28 februari 1986   | (S)                   | vice statsminister                                                |
|      | Odd Engström        | 27 februari 1990–4 oktober 1991   | (S)                   | vice statsminister                                                |
|      | Mona Sahlin         | 7 oktober 1994–10 november 1995   | (S)                   | vice statsminister                                                |
|      | Jan Nygren          | 7 oktober 1994–22 mars 1996       | (S)                   | samordningsminister                                               |
|      | Leif Pagrotsky      | 22 mars 1996–1 februari 1997      | (S)                   | vapenexportminister                                               |
|      | Thage G. Peterson   | 1 februari 1997–7 oktober 1998    | (S)                   | samordningsminister                                               |
|      | Lena Hjelm Wallén   | 7 oktober 1998–21 oktober 2002    | (S)                   | vice statsminister                                                |
|      | Margareta Winberg   | 21 oktober 2002–21 oktober 2003   | (S)                   | vice statsminister                                                |
|      | Pär Nuder           | 21 oktober 2002–21 oktober 2004   | (S)                   | samordningsminister                                               |
|      | Bosse Ringholm      | 1 november 2004–6 oktober 2006    | (S)                   | vice statsminister                                                |
|      | Cecilia Malmström   | 6 oktober 2006–22 januari 2010    | (FP)                  | EU-minister                                                       |
|      | Birgitta Ohlsson    | 2 februari 2010–3 oktober 2014    | (FP)                  | EU-minister                                                       |
|      | Kristina Persson    | 3 oktober 2014–25 maj 2016        | (S)                   | minister för strategi- och framtidsfrågor samt nordiskt samarbete |
|      | Ibrahim Baylan      | 25 maj 2016–21 januari 2019       | (S)                   | samordnings- och energiminister                                   |
|      | Hans Dahlgren       | 21 januari 2019–18 oktober 2022   | (S)                   | EU-minister                                                       |
|      | Jessika Roswall     | 18 oktober 2022–10 september 2024 | (M)                   | EU-minister                                                       |
|      | Jessica Rosencrantz | 10 september 2024–                | (M)                   | EU-minister                                                       |

## Statssekreterare hos statsministern sedan 1964
- Valfrid Paulsson  1964–1967
- Ingvar Carlsson   1967–1969
- Hans Alsén        1969–1971
- Thage G. Peterson  1971–1975
- vakant            1975–1976
- Gösta Gunnarsson  1976–1978
- Daniel Tarschys         1978–1979
- Göran Johansson   1979–1982
- Odd Engström      1982–1983
- Ulf Larsson       1982–1985
- Ulf Dahlsten      1983–1986
- Kjell Larsson     1986–1991
- Peter Egardt      1991–1994
- Hans Dahlgren     1994–1997
- Pär Nuder         1997–2002
- Lars Danielsson   1999–2006
- Jan Larsson 2004–2006
- Lars-Olof Lindgren 2006–2006
- Nicola Clase      2006–2008 med ansvar för utrikes- och EU-frågor
- Ulrica Schenström 2006–2007
- H.G. Wessberg 2007–2010
- Gustaf Lind 2008–2010 med ansvar för utrikes- och EU-frågor
- Katarina Areskoug Mascarenhas 2010-2014 med ansvar för utrikes- och EU-frågor
- Per Schlingmann 2010–2012 med ansvar för kommunikation
- Gunnar Wieslander 2010–2014
- Emma Lennartsson 2014–2017[2][3]
- Hans Dahlgren 2014–2019 med ansvar för utrikesfrågor och EU-frågor
- Nils Vikmång 2017–2021[4][5]
- Kristina Persdotter 2017–2019[4]
- Madeleine Harby Samuelsson 2019–2021[5]
- Karin Wallensteen 2019–2022[5]
- Emma Lennartsson 2021–2022[6]
- Stefan Engström 2021–2022
- Mats Andersson 2021–2022
- Oscar Stenström 2022
- Johan Stuart 2022–[7]
- P.M. Nilsson 2022–2023[8]
- Johan Jakobsson 2022–
- Anna Dahlberg 2023-

## Statssekreterare hos andra statsråd vid Statsrådsberedningen
- Kjell Larsson hos Ingvar Carlsson 1982–1986
- Kerstin Niblaeus hos Ingvar Carlsson 1982–1985
- Åsa Lidbeck hos Odd Engström 1990–1991
- Sten Olsson hos Pär Nuder 2002–2004
- Gun Eriksson hos Bosse Ringholm 2004–2006
- Håkan Jonsson hos Cecilia Malmström 2006–2008
- Maria Åsenius hos Cecilia Malmström 2008–2010
- Amelie von Zweigbergk hos Birgitta Ohlsson 2010–2010
- Oscar Wåglund Söderström hos Birgitta Ohlsson 2010–2014
- Maja Fjaestad hos Kristina Persson 2014–2016
- Nils Vikmång hos Ibrahim Baylan 2016–2017
- Emil Högberg hos Ibrahim Baylan 2017–2019
- Paula Carvalho Olovsson hos Hans Dahlgren 2019–2022[5]
- Christian Danielsson hos Jessika Roswall 2022–2024 och hos Jessica Rosencrantz 2024– [7][9]

## Statssekreterare vid samordningskansliet
- Ingemar Eliasson (FP) 1979–1980
- Carl Bildt (M) 1979–1981
- Bert Levin (FP) 1980–1982
- Staffan Herrström (FP) 1991–1994
- Thomas Korsfeldt (C) 1991–1994
- Sven Gunnar Persson (KD) 1991–1994
- Mikael Sandström (M) 2006–2014
- Helena Dyrssen (FP) 2006–2013
- Anna-Karin Hatt (C) 2006–2010
- Jakob Forssmed (KD) 2006–2014
- Magnus Wallerå (C) 2010–2014
- Johan Britz (FP) 2013–2014
- Mats Andersson (S) 2014–2021[2][5]
- Per Ängquist (MP) 2014–2016[2]
- Gunvor G Ericsson (MP) 2016–2019[2]
- Maria Ferm (MP) 2019–2021[5]
- Per Swenson Claréus (M) 2022–
- Tobias Karlström (KD) 2022–
- Johan Britz (L) 2022–